# Егрфеј
Егрфеј (фр. Aigrefeuille) насеље је и општина у јужној Француској у региону Миди Пирене, у департману Горња Гарона која припада префектури Тулуз.
По подацима из 2011. године у општини је живело 1099 становника, а густина насељености је износила 237,88 становника/km². Општина се простире на површини од 4,62 km². Налази се на средњој надморској висини од 221 метар (максималној 230 m, а минималној 151 m).

## Демографија
| 1962. | 1968. | 1975. | 1982. | 1990. | 1999. | 2011. |
| ----- | ----- | ----- | ----- | ----- | ----- | ----- |
| 99    | 124   | 135   | 172   | 245   | 577   | 1.099 |

График промене броја становника у току последњих година